# Рудольф Штампфус
Рудóльф Штáмпфус (нім. Rudolf Stampfuß; 3 листопада 1904, Гамборн, Дуйсбург, Німецька імперія — 18 грудня 1978, Дінсланкен, ФРН) — німецький вчений-археолог. Під час Другої світової війни працював на керівних посадах в Оперативному штабі Розенберга та Міністерстві окупованих східних територій; відповідав за викрадення культурно-історичних цінностей та музейних експонатів із Бельгії, Франції, Греції, України та інших країн.

## Життєпис
У 1923 році вступив до Університету Фрідріха-Вільгельма у Берліні, де вивчав доісторичну археологію на курсі Густава Коссіни , був його наймолодшим учнем. Паралельно Штампфус також вивчав класичну археологію, геологію та географію. У 1927 році захистив докторську дисертацію у Тюбінгенському університеті на тему «Енеолітичні культури Західної Німеччини». За цей час Штампфус став провідним спеціалістом у галузі дослідження давньогерманських археологічних культур Нижнього Рейну.
У 1932 році долучився до Союзу боротьби за німецьку культуру (нім. Kampfbund für deutsche Kultur), заснованого Альфредом Розенбергом, а у травні 1933 року вступив до НСДАП.
Починаючи з 1940 року, Штампфус очолював зондерштаб «Прадавня історія» при Оперативному штабі Розенберга (нім. Einsatzstab Reichsleiter Rosenberg; SV ERR). Перебуваючи на посаді в ERR, був задіяний у проведенні археологічних розкопок та вивозі історичних і культурних цінностей до Німеччини з Франції, Бельгії, Греції, України тощо.
13 липня 1945 року Рудольф Штампфус був заарештований британською окупаційною владою в Німеччині за підозрою у викраденні цінностей з України, інтернований у таборі в Ганенклее-ім-Гарц. 13 жовтня 1947 звільнений британськими військами у зв'язку з недостатніми доказами його участі в злочинах.
Після Другої світової війни Штампфус втратив викладацьку посаду у Дортмундській педагогічній академії, та залишався держслужбовцем до 1962 року. Пізніше працював у відділі кадрів гірничодобувної компанії Walsum у Гамборні. Також брав активну участь в організації музейної справи у рідному місті, з 1969 року працював куратором у Рейнському бюро музеїв.

## Діяльність в Україні
У 1941 році Рудольф Штампфус направляється до України по лінії Міністерства окупованих східних територій, де він відповідав за організацію археологічних розкопок, а також каталогізацію і вивезення культурних та історичних цінностей з українських музеїв до Німеччини. Штампфус очолював створений ERR Крайовий інститут прадавньої та давньої історії (нім. Landesinstitut für Vor- und Frühgeschichte), в підпорядкуванні якого знаходилися усі музеї Рейхскомісаріату «Україна», а також відділ прадавньої та ранньої історії в ERR. Разом із Вальтером Модріаном та Гансом Райнертом проводив розкопки готських могильників і кромлехів на Півдні України та в Криму. За результатом цих досліджень Штампфус написав статтю у журналі Germanen-Erbe «Германці в Україні».